# Ousseynou Ba
Ousseynou Ba (Dakar, 11 novembre 1995) è un calciatore senegalese, difensore dell'İstanbul Başakşehir.

## Carriera

### Club
Cresciuto nelle giovanili della SMASH Academy, in patria, più tardi si è trasferito all'Amiens, nell'estate 2016. Non avendo ricevuto un permesso di lavoro da parte del club, è rimasto svincolato per un anno, tuttavia, più tardi, ha ottenuto un permesso di lavoro quando ha firmato con il Gazélec Ajaccio nel giugno 2017. Ha fatto il suo debutto da professionista con il Gazélec Ajaccio in una partita terminata 1-1 contro il Valenciennes il 28 luglio 2017.
Nel gennaio 2019, Ba ha firmato con la squadra greca dell'Olympiakos a un prezzo non rilevato, ma si decise di mandarlo in prestito fino alla fine della stagione con il club di Ajaccio.

### Nazionale
Nel 2020 ha esordito in nazionale.

## Statistiche

### Presenze e reti nei club
Statistiche aggiornate al 22 febbraio 2024.
| Stagione               | Squadra                | Campionato             | Campionato | Campionato | Coppe nazionali | Coppe nazionali | Coppe nazionali | Coppe continentali | Coppe continentali | Coppe continentali | Altre coppe | Altre coppe | Altre coppe | Totale | Totale |
| Stagione               | Squadra                | Comp                   | Pres       | Reti       | Comp            | Pres            | Reti            | Comp               | Pres               | Reti               | Comp        | Pres        | Reti        | Pres   | Reti   |
| ---------------------- | ---------------------- | ---------------------- | ---------- | ---------- | --------------- | --------------- | --------------- | ------------------ | ------------------ | ------------------ | ----------- | ----------- | ----------- | ------ | ------ |
| 2017-2018              | Gazélec Ajaccio        | L2                     | 28         | 0          | CF+CdL          | 2+2             | 0               |                    | -                  | -                  |             | -           | -           | 32     | 0      |
| 2018-2019              | Gazélec Ajaccio        | L2                     | 29+2       | 1          | CF+CdL          | 2+1             | 0               |                    | -                  | -                  |             | -           | -           | 34     | 1      |
| Totale Gazélec Ajaccio | Totale Gazélec Ajaccio | Totale Gazélec Ajaccio | 57+2       | 1          |                 | 7               | 0               |                    | -                  | -                  |             | -           | -           | 66     | 1      |
| 2019-2020              | Olympiacos             | SL                     | 14+8       | 0          | CG              | 2               | 0               | UCL+UEL            | 1+4                | 0                  |             | -           | -           | 29     | 0      |
| 2020-2021              | Olympiacos             | SL                     | 16+3       | 1          | CG              | 4               | 0               | UCL+UEL            | 5+3                | 0                  |             | -           | -           | 31     | 1      |
| 2021-2022              | Olympiacos             | SL                     | 15+3       | 0          | CG              | 3               | 0               | UCL+UEL            | 3+4                | 0                  |             | -           | -           | 28     | 0      |
| 2022-2023              | Olympiacos             | SL                     | 12+7       | 0          | CG              | 1               | 0               | UCL+UEL            | 0+5                | 0                  |             | -           | -           | 25     | 0      |
| Totale Olympiakos      | Totale Olympiakos      | Totale Olympiakos      | 57+21      | 1          |                 | 10              | 0               |                    | 25                 | 0                  |             | -           | -           | 113    | 1      |
| 2023-2024              | İstanbul Başakşehir    | SL                     | 17         | 0          | TK              | 3               | 0               | -                  | -                  | -                  | -           | -           | -           | 20     | 0      |
| Totale carriera        | Totale carriera        | Totale carriera        | 154        | 2          |                 | 20              | 0               |                    | 25                 | 0                  |             | -           | -           | 199    | 2      |

### Cronologia presenze e reti in nazionale
| Cronologia completa delle presenze e delle reti in nazionale ― Senegal | Cronologia completa delle presenze e delle reti in nazionale ― Senegal | Cronologia completa delle presenze e delle reti in nazionale ― Senegal | Cronologia completa delle presenze e delle reti in nazionale ― Senegal | Cronologia completa delle presenze e delle reti in nazionale ― Senegal | Cronologia completa delle presenze e delle reti in nazionale ― Senegal | Cronologia completa delle presenze e delle reti in nazionale ― Senegal | Cronologia completa delle presenze e delle reti in nazionale ― Senegal |
| Data                                                                   | Città                                                                  | In casa                                                                | Risultato                                                              | Ospiti                                                                 | Competizione                                                           | Reti                                                                   | Note                                                                   |
| ---------------------------------------------------------------------- | ---------------------------------------------------------------------- | ---------------------------------------------------------------------- | ---------------------------------------------------------------------- | ---------------------------------------------------------------------- | ---------------------------------------------------------------------- | ---------------------------------------------------------------------- | ---------------------------------------------------------------------- |
| 9-10-2020                                                              | Rabat                                                                  | Marocco                                                                | 3 – 1                                                                  | Senegal                                                                | Amichevole                                                             | -                                                                      |                                                                        |
| 26-3-2021                                                              | Brazzaville                                                            | Rep. del Congo                                                         | 0 – 0                                                                  | Senegal                                                                | Qual. Coppa d'Africa 2021                                              | -                                                                      |                                                                        |
| Totale                                                                 |                                                                        | Presenze                                                               | 2                                                                      |                                                                        | Reti                                                                   | 0                                                                      |                                                                        |

## Palmarès

### Club

#### Competizioni nazionali
- Campionato greco: 3

Olympiakos: 2019-2020, 2020-2021, 2021-2022
- Coppa di Grecia: 1

Olympiakos: 2019-2020